# Pedro Ludovico Teixeira
Pedro Ludovico Teixeira (Goiás, 23 de outubro de 1891 — Goiânia, 16 de agosto de 1979) foi um político, médico e jornalista brasileiro. Ele serviu por quatro vezes como governador e interventor federal de Goiás. Sob sua administração foi iniciada e concluída a construção na nova capital Goiânia.

## Biografia

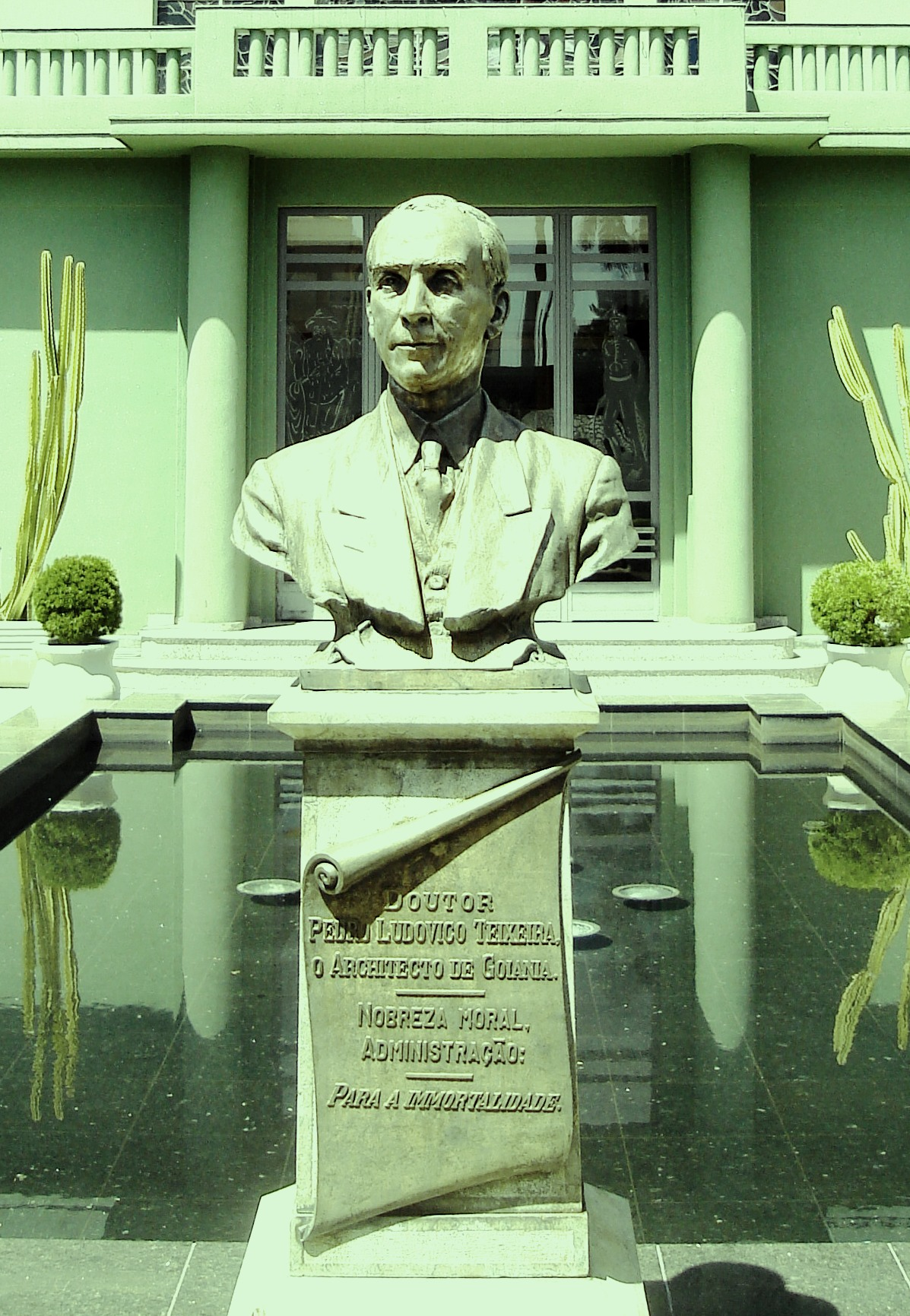
Busto de Pedro Ludovico Teixeira, à entrada do Palácio das Esmeraldas, sede do Governo do Estado de Goiás, em Goiânia.

Formado pela Faculdade de Medicina do Rio de Janeiro (1915). Um dos líderes da Revolução de 1930, em Goiás, interventor federal no estado (1930-1933) e governador de 1935 a 1937, foi responsável direto pela mudança da capital de Goiás para Goiânia.
Pedro Ludovico Teixeira fazia parte do núcleo de oposição em Goiás que se esboçava em Rio Verde, Inhumas e Anápolis, contra o poderio político dos Caiado. Pedro Ludovico reuniu um grupo de 120 voluntários de Goiás e do Triângulo Mineiro com a intenção de invadir o sudoeste goiano. Perto de Rio Verde, Pedro Ludovico foi preso pelas tropas caiadistas (4 de outubro de 1930), sendo solto logo que chegou a notícia em Goiás da vitória da revolução.

## Primeiros anos
Pedro Ludovico Teixeira nasceu na cidade de Goiás, então capital do estado de Goiás, em 23 de outubro de 1891, filho do médico João Teixeira Álvares e de Josefina Ludovico de Almeida. Mudou-se para o Rio de Janeiro e bacharelou-se em Medicina.

## Carreira política

### Revolução de 1930 e interventoria federal
Retornou a Goiás em março de 1916, fixando residência em Bela Vista, onde começou a clinicar. Em 1917 mudou-se para Rio Verde (GO) e no ano seguinte se casou com Gercina Borges Teixeira. Participou da Revolução de 1930. Em 24 de outubro do mesmo ano foi determinada a sua remoção para a cidade de Goiás, mas durante o percurso veio a notícia da vitória da revolução. Assim, Pedro Ludovico chegou ao destino não mais como prisioneiro, mas para assumir a liderança de um movimento vitorioso e o governo provisório do estado. Em 21 de novembro, foi nomeado interventor em seu estado.

### Governador constitucional
Em 1933 foi decidida a reconstitucionalização do país, e Ludovico tomou parte ativa na criação do Partido Social Republicano (PSR), que viria a preencher todas as cadeiras da representação goiana na Constituinte de 1934. Em 1935, seguindo as normas da Constituição federal votada no ano anterior, reuniu-se a Assembleia Constituinte do estado de Goiás, que o elegeu governador.

### Interventoria federal e Estado Novo

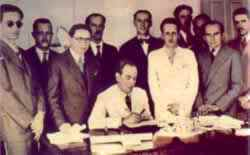
Pedro Ludovico Teixeira, então governador estadual de Goiás, assina decreto que confirma a mudança da capital estadual de Goiás para Goiânia, sob a numeração 1.816.

Em novembro de 1937, com a implantação do Estado Novo, permaneceu à frente do governo estadual, mais uma vez como interventor. No início de 1945, momento de crise do Estado Novo e surgimento de novos partidos políticos, participou intensamente da criação do Partido Social Democrático (PSD), do qual foi presidente em seu estado. Cinco dias após a queda de Getúlio Vargas, foi substituído na interventoria, depois de 15 anos consecutivos à frente do Executivo estadual.

### Pós-Era Vargas
Em dezembro de 1945, foi eleito senador na legenda do Partido Social Democrático para um mandato de oito anos e, dessa forma, tomou parte nos trabalhos da Assembleia Nacional Constituinte de 1946. Membro do diretório nacional desta agremiação política, em 1950 interrompeu seu mandato no Senado para candidatar-se novamente ao governo de Goiás. Foi eleito no pleito de 3 de outubro do mesmo ano, pela coligação entre o PSD e o Partido Trabalhista Brasileiro (PTB). Empossado em janeiro de 1951, governou por apenas três anos e meio, ao fim dos quais renunciou para se desincompatibilizar e novamente candidatar-se ao Senado.
Nas eleições de outubro de 1954 elegeu-se mais uma vez senador na legenda do PSD, com mandato de oito anos. Reeleito em outubro de 1962, novamente com o apoio do PSD e do PTB. Em novembro de 1964, mobilizou homens armados para a defesa do mandato de seu filho Mauro Borges no governo estadual de Goiás, que este ocupava desde 31 de janeiro de 1961. Entretanto, não teve sucesso, pois uma intervenção federal afastou Mauro Borges do governo do cargo no dia 26 de novembro. Permaneceu no Senado até outubro de 1969. 

## Cassação e morte
Em outubro de 1965, o Ato Institucional nº 2 (AI-2), promulgado pelo presidente Humberto Castelo Branco, extinguiu os partidos políticos até então existentes. Com o advento do bipartidarismo, Pedro Ludovico filiou-se ao Movimento Democrático Brasileiro, representando-o na vice-presidência do Senado até 1º de outubro de 1969, quando a junta militar presidida por Augusto Rademaker, que governou o país de 31 de agosto a 30 de outubro do mesmo ano, cassou seu mandato parlamentar com base no Ato Institucional nº 5 (AI-5).
Foi redator do jornal goiano A Voz do Povo e membro honorário da Academia de Letras de São Paulo. Faleceu em Goiânia no dia 16 de agosto de 1979, quando preparava mais um volume de seu livro Memórias.

## Legado

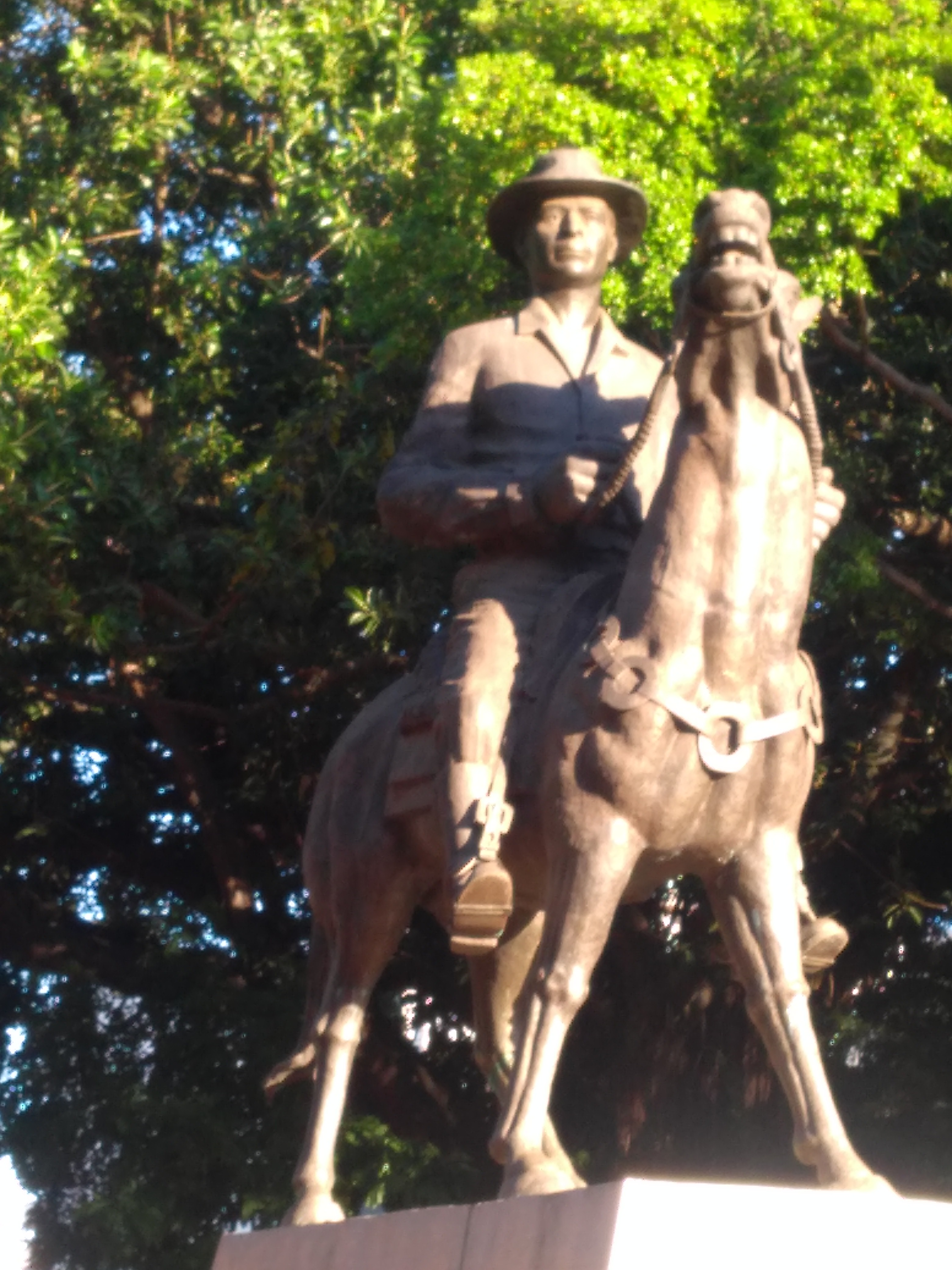
Estátua equestre de Pedro Ludovico Teixeira em Goiânia, Goiás.

O objetivo político do governo de Pedro Ludovico era impulsionar a ocupação do estado de Goiás, direcionando os excedentes populacionais para os espaços demográficos vazios na tentativa de aumentar a produção econômica. A implantação de tal projeto só seria possível com a garantia de uma infraestrutura básica ligando o Centro-Oeste ao Sul do país. As medidas adotadas por Pedro Ludovico:
- Mudança da capital;
- Construção de estradas internas;
- Reforma agrária;
- Marcha para o Oeste.

A pedra fundamental da cidade de Goiânia foi lançada em 3 de outubro de 1933, como homenagem aos três anos do início da Revolução de 1930.
No ano de 1973 lançou, em Goiânia, pela Editora Cultura Goiana, a primeira edição da sua autobiografia, que contava com 313 páginas, sob o título de "Memórias". A capa do livro foi elaborada por Marcos Veiga, retratando Pedro Ludovico.  